# Agnotozoa
Agnotozoa je podcarstvo (Subregnum) jednostavnih parazitskih životinja koje koje žive u tijelima nekih morskih organizama. Za njih postoji podjela na koljena ili odjeljke (phyla) Placozoa, Orthonectida i Rhombozoa.
Ovaj posljednji odjeljak (Placozoa) ponegdje se (zbog nedostatka simetrije) klasificira sa spužvama u podcarstvo Parazoa.

## Vanjske poveznice
|  | Zajednički poslužitelj ima još gradiva o temi Agnotozoa |
|  | Wikivrste imaju podatke o taksonu Agnotozoa             |